# Dolmen de Sandun
Le dolmen de Sandun (ou dolmen de la Croix de Sandun) est une allée couverte située à Guérande, en Loire-Atlantique. Le site, situé sur une légère éminence, domine la bordure occidentale de la Brière.

## Description
L'édifice, désormais ruiné, était déjà en partie endommagé lors des fouilles menées en 1896 par Henri Quilgars. Avant ces fouilles, le monument se présentait comme un rectangle de 7,50 m de long sur 1,50 m de large, dont émergeaient 7 pierres dressées, d'une hauteur maximale de 1 m. Les fouilles ont permis d'y reconnaître les vestiges d'une allée couverte dont les tables de couverture avaient disparu depuis longtemps. Les orthostates (une huitième fut mise au jour lors des fouilles) délimitaient un espace sépulcral dont le sol était dallé de pierres plates de petites dimensions. Ce dallage se poursuivait à l'extérieur de l'allée, vers le nord, constituant une allée dallée, désormais détruite, dont des fouilles ultérieures ont révélé qu'elle rejoignait l'allée couverte du Crugo, située à proximité.

## Mobilier funéraire
Deux larges foyers contenant beaucoup de cendres et de charbons ont été identifiés dans la partie orientale de l'intérieur de la chambre. Deux vases entiers, de type assez grossier, sans ornement, l'un en terre noire et l'autre en terre rouge, y ont été découverts ainsi que des milliers de fragments de poterie. La présence simultanée des foyers et de la céramique laisse supposer que le monument aurait été un tombeau à incinération.
Près de 80 outils et objets de pierre complétaient l'ensemble : 2 celts (l'un en diorite, l'autre en silex blond), 2 percuteurs en quartzite, 3 pointes de flèches, 15 couteaux et 10 grattoirs en silex, 6 scies en silex, 1 marteau en quartzite, 1 instrument perforateur et divers éclats.

## Analyse
Selon Henri Quilgars, la diversité des outils, disséminés dans deux couches de terre différentes - une couche de terre jaune contenant de petits outils bien taillés recouvrant une seconde couche de terre noire incluant des outils plus grossiers - correspondrait à deux périodes distinctes d'utilisation de l'édifice au Néolithique.

## Protection
L'édifice est classé comme monument historique depuis 1935.

## Alentours
À proximité du site, une fouille de sauvetage réalisée en 1987 a mis au jour les vestiges d'un village néolithique.